# Mantua (Utah)
Mantua és una població dels Estats Units a l'estat de Utah. Segons el cens del 2000 tenia 791 habitants.

## Demografia
Segons el cens del 2000, Mantua tenia 791 habitants, 218 habitatges, i 189 famílies. La densitat de població era de 62,7 habitants per km².
Dels 218 habitatges en un 52,8% hi vivien nens de menys de 18 anys, en un 79,4% hi vivien parelles casades, en un 5% dones solteres, i en un 13,3% no eren unitats familiars. En el 12,4% dels habitatges hi vivien persones soles el 5,5% de les quals corresponia a persones de 65 anys o més que vivien soles. El nombre mitjà de persones vivint en cada habitatge era de 3,63 i el nombre mitjà de persones que vivien en cada família era de 4,01.
Per edats la població es repartia de la següent manera: un 38,2% tenia menys de 18 anys, un 10,1% entre 18 i 24, un 23,3% entre 25 i 44, un 20,1% de 45 a 60 i un 8,3% 65 anys o més.
L'edat mediana era de 30 anys. Per cada 100 dones de 18 o més anys hi havia 103,8 homes.
La renda mediana per habitatge era de 60.234 $ i la renda mediana per família de 61.964 $. Els homes tenien una renda mediana de 42.100 $ mentre que les dones 26.875 $. La renda per capita de la població era de 17.798 $. Entorn del 0,5% de les famílies i l'1,7% de la població estaven per davall del llindar de pobresa.

## Poblacions més properes
El següent diagrama mostra les poblacions més properes.